# Ateleia truncata
Ateleia truncata är en ärtväxtart som beskrevs av Robert H Mohlenbrock. Ateleia truncata ingår i släktet Ateleia och familjen ärtväxter. Inga underarter finns listade i Catalogue of Life.